# Trypanosoma rangeli
Trypanosoma rangeli é uma espécie de protozoário flagelado da família Trypanosomatidae. O ciclo evolutivo do T. rangeli inclui hospedeiros invertebrados e vertebrados e é considerado complexo e pouco conhecido. O parasita é encontrado principalmente nas glândulas salivares do Rhodnius prolixus, embora, na Colômbia, também pode ser encontrado no Triatoma dimiculata. O protozoário não é patogênico para humanos ou outros mamíferos. O parasito possui uma distribuição geográfica sobreposta ao do T. cruzi, estendendo-se da América Central até o sul da América do Sul. O genoma haplóide do Trypanosoma rangeli possui cerca de 24Mb, sendo o menor em tamanho dentre os genomas de tripanosomatídeos já sequenciados. O genoma está disponível no GenBank sob o número de acesso AUPL00000000.1. Seu cariótipo revela 16 bandas cromossômicas e uma variabilidade intraespecífica. Foram detectados cerca de 7.600 genes, sendo que cerca de 5.100 deles são compartilhados com o Trypanosoma cruzi e com Leishmania spp. 